# Saksun
Saksun is een dorp dat behoort tot de gemeente Sunda kommuna in het noordwesten van het eiland Streymoy op de Faeröer. Saksun heeft 34 inwoners. De postcode is FO 436.

## Galerij

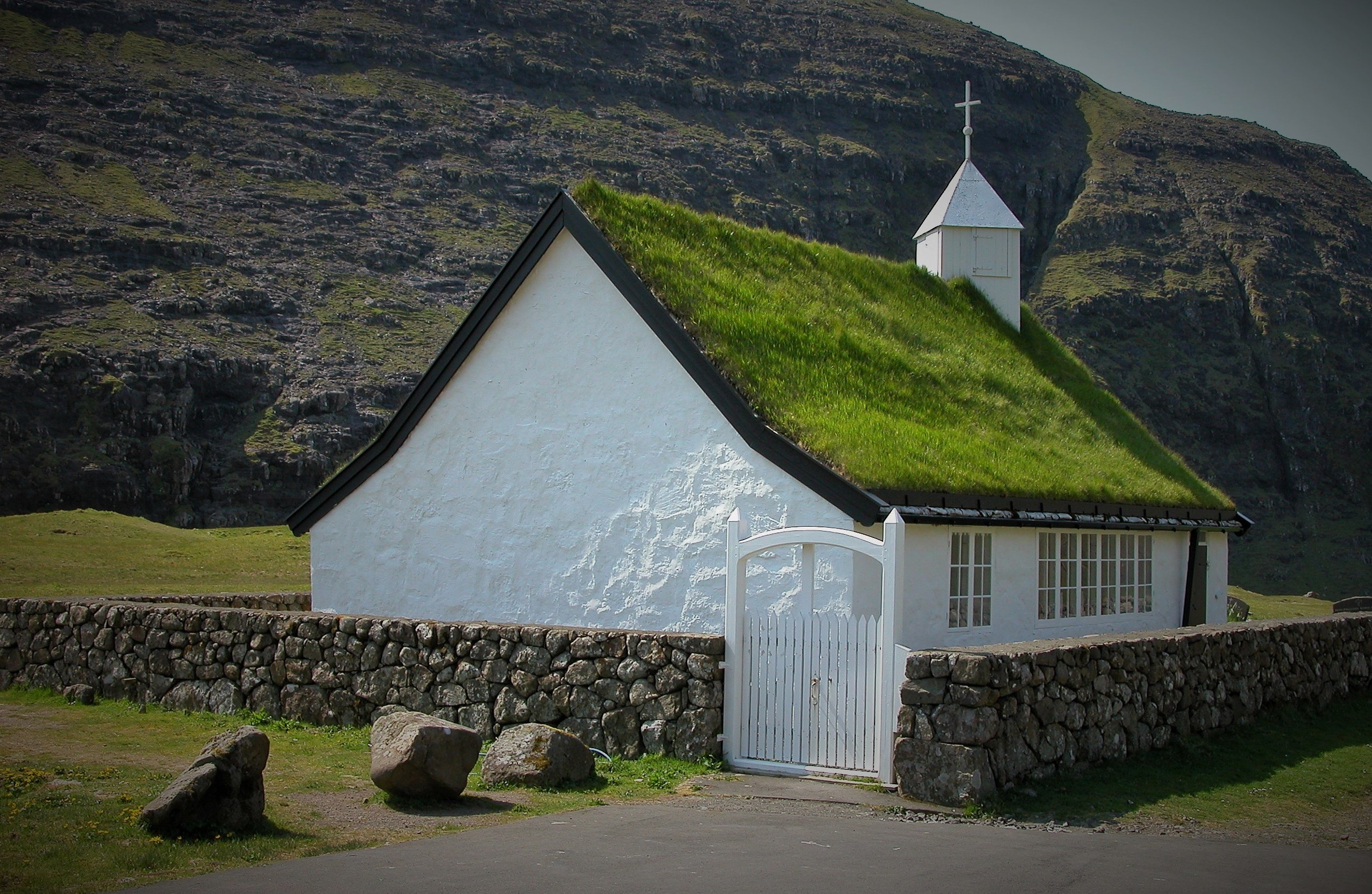
Kerk van Saksun
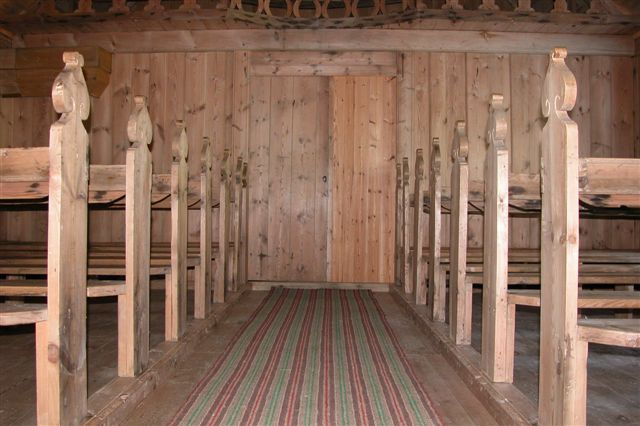
Kerk van Saksun
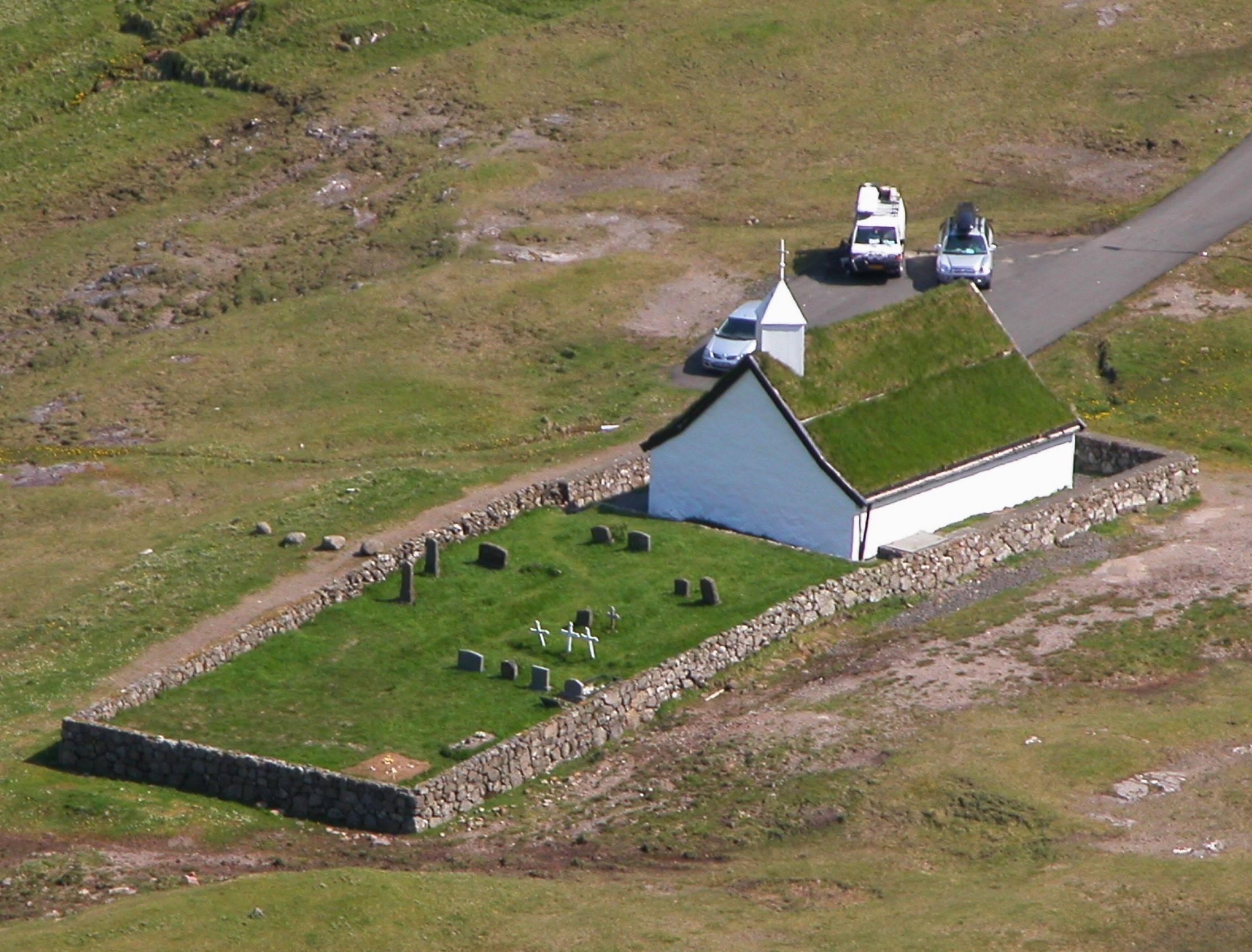
Kerk van Saksun
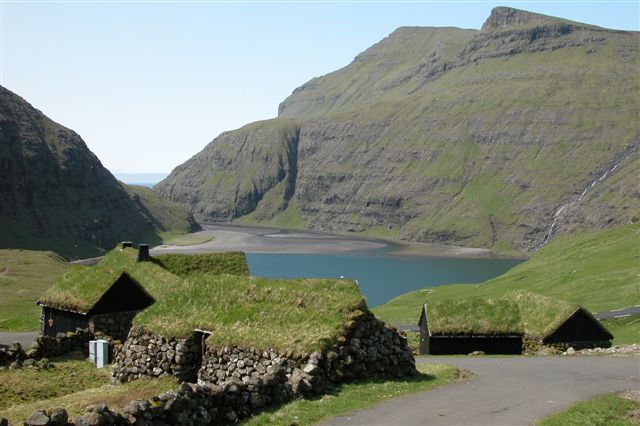
De oude boerderij, Saksun
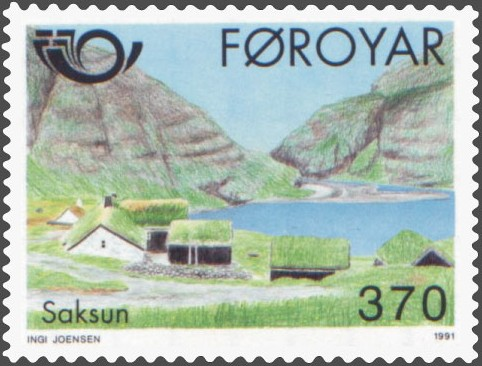
Saksun, Postverk Føroya
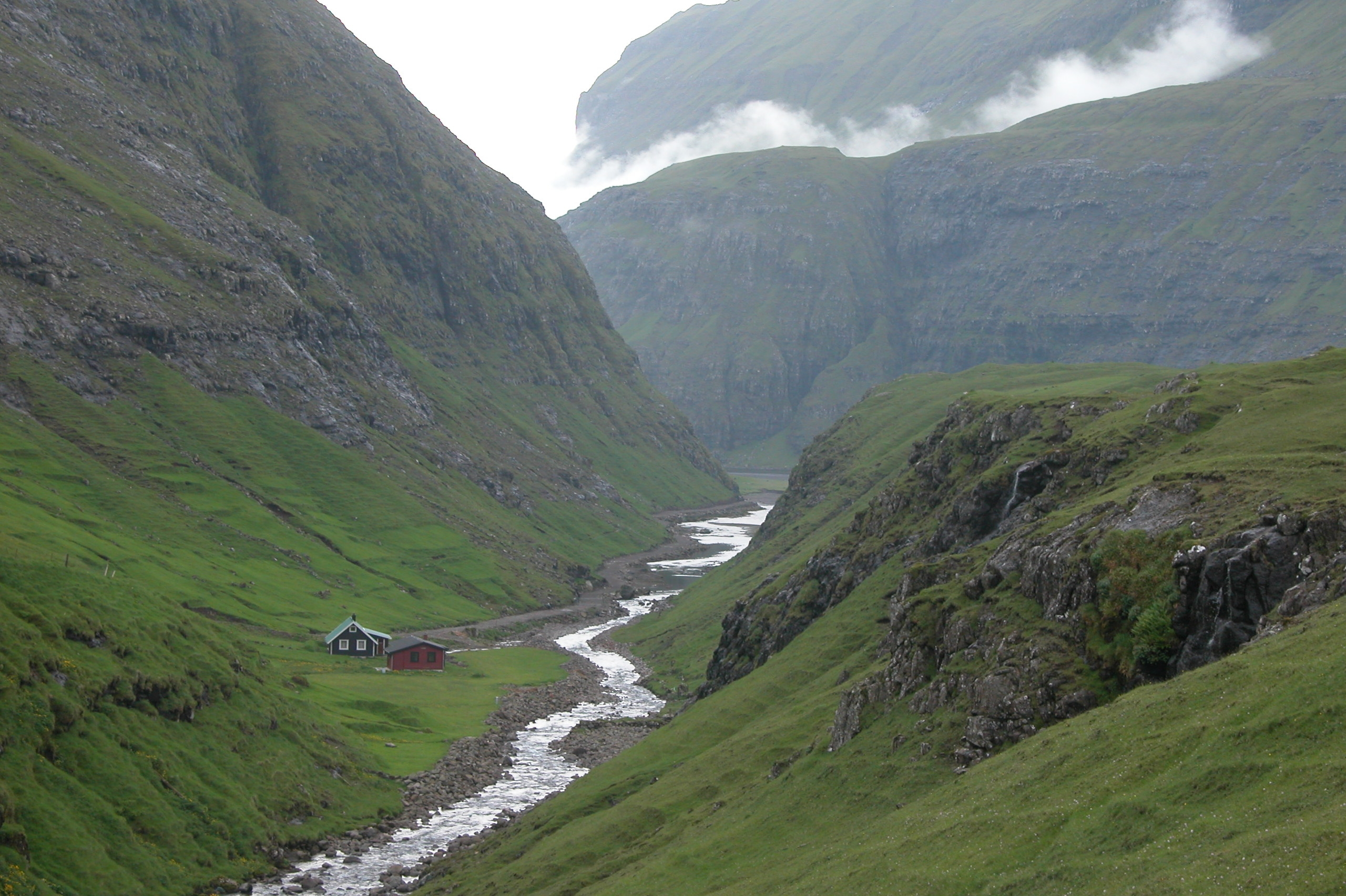
Omlaag naar het strand
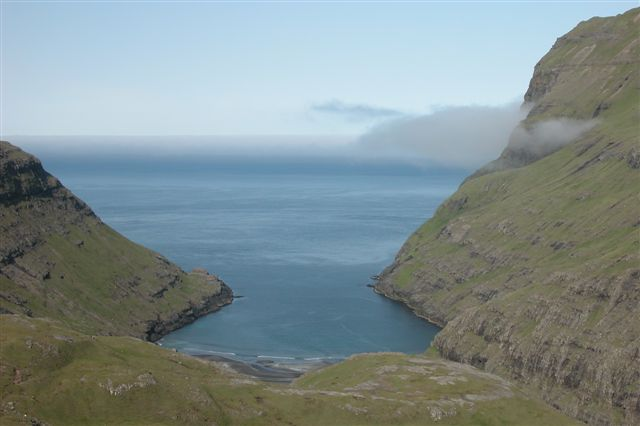
Saksun
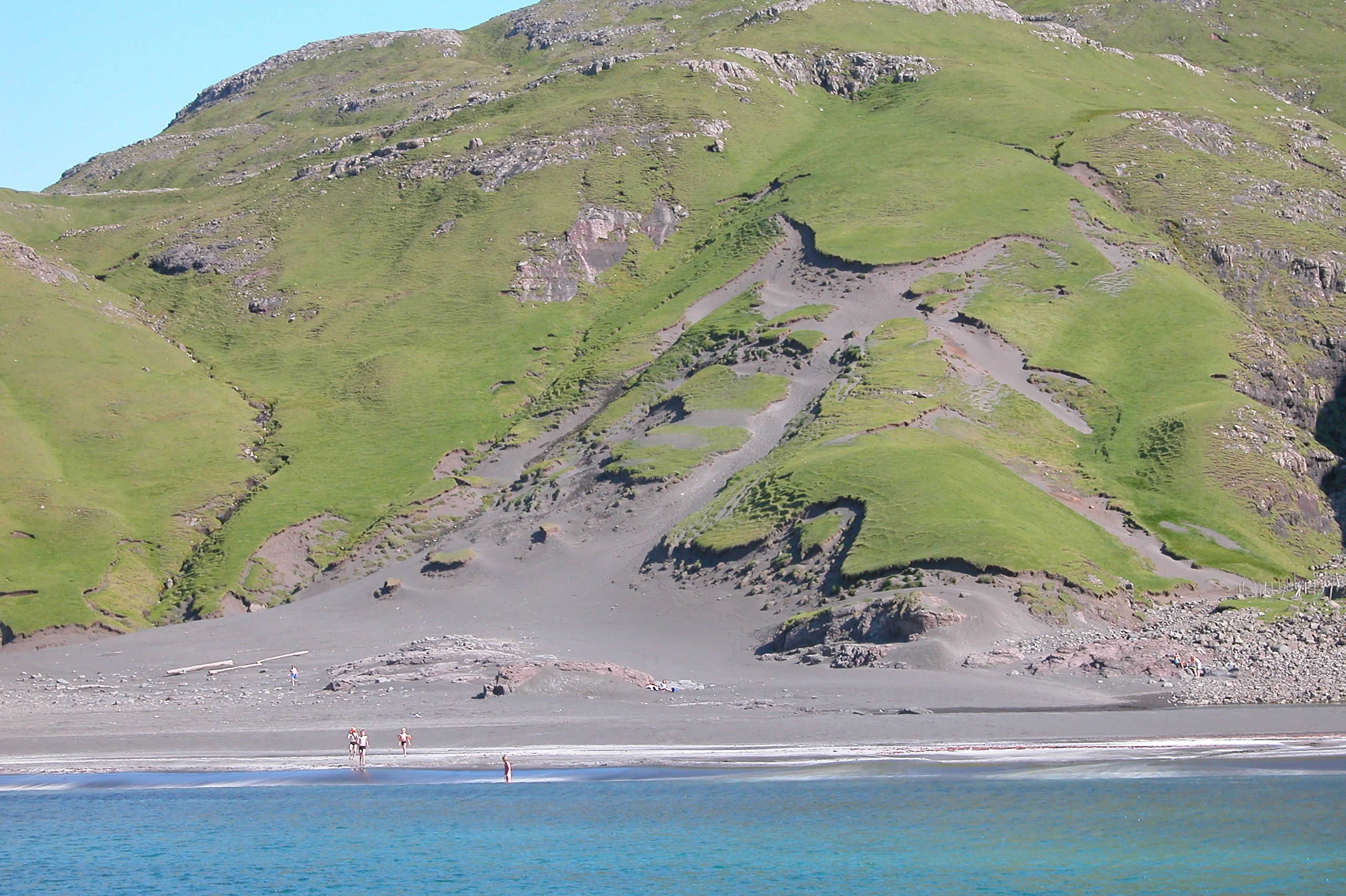
Beach fun!